# Loyalty
Loyalty is het vierde studioalbum van de Amerikaanse rapper Soulja Boy. Het album stond gepland voor uitgave op 23 december 2014 en later voor 30 december onder zijn eigen Stacks on Deck Entertainment, Rich Gang en Universal Music, maar tot op heden is het album nog niet verschenen. Soulja liet via Twitter weten het album snel uit te brengen. Het album kwam alsnog uit op 3 februari 2015. 

## Tracklist
| Nr. | Titel                            | Duur |
| --- | -------------------------------- | ---- |
| 1.  | Hurricane                        | 3:14 |
| 2.  | We Don't Fight                   | 4:21 |
| 3.  | OG Gas (met Rich the Kid)        | 3:54 |
| 4.  | Designer                         | 3:24 |
| 5.  | Don't Nothing Move but the Money | 3:33 |
| 6.  | Gold Bricks                      | 5:30 |
| 7.  | Panamera                         | 4:03 |
| 8.  | Backwoods                        | 4:08 |
| 9.  | Bankroll                         | 3:15 |
| 10. | Foreign Whip                     | 4:21 |
| 11. | Rambo                            | 5:00 |
| 12. | Hit It                           | 4:27 |
| 13. | Still Whippin'                   | 6:17 |
| 14. | Trap Party                       | 4:00 |
| 15. | Drop Head Phantom (met Wankaego) | 3:50 |